# 考那斯造幣廠 (戰間期)
考那斯造幣廠是一座位於戰間期立陶宛首都考那斯的造幣廠，隸屬於立陶宛財政部，自1936年5月16日起至1939年止負責鑄造立陶宛立特硬幣。1936年，考那斯造幣廠發行1、2、5分立特硬幣；另也發行銀幣，1立特銀幣上刻有「1925」年份、5立特銀幣上刻有約納斯·巴薩納維丘斯肖像、10立特銀幣上刻有維陶塔斯大帝肖像。1938年發行紀念銀幣，紀念立陶宛獨立20周年。考那斯造幣廠共生產約2500多萬枚硬幣，合金幣材、戳記、鑄模等原料與設備均自比利時進口。考那斯造幣廠的地址位於廠長喬納斯·卡里斯-卡雷卡斯的公司大樓一樓。

## 硬幣

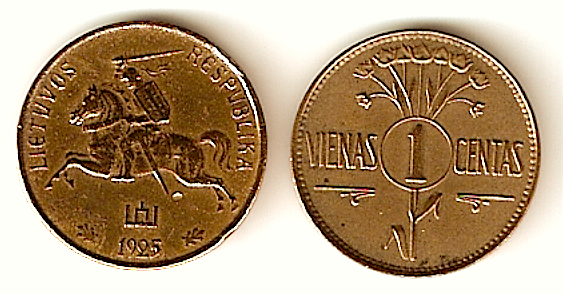
1立特硬幣，刻有立陶宛國徽及格迪米納斯之柱（英语：Columns of Gediminas）
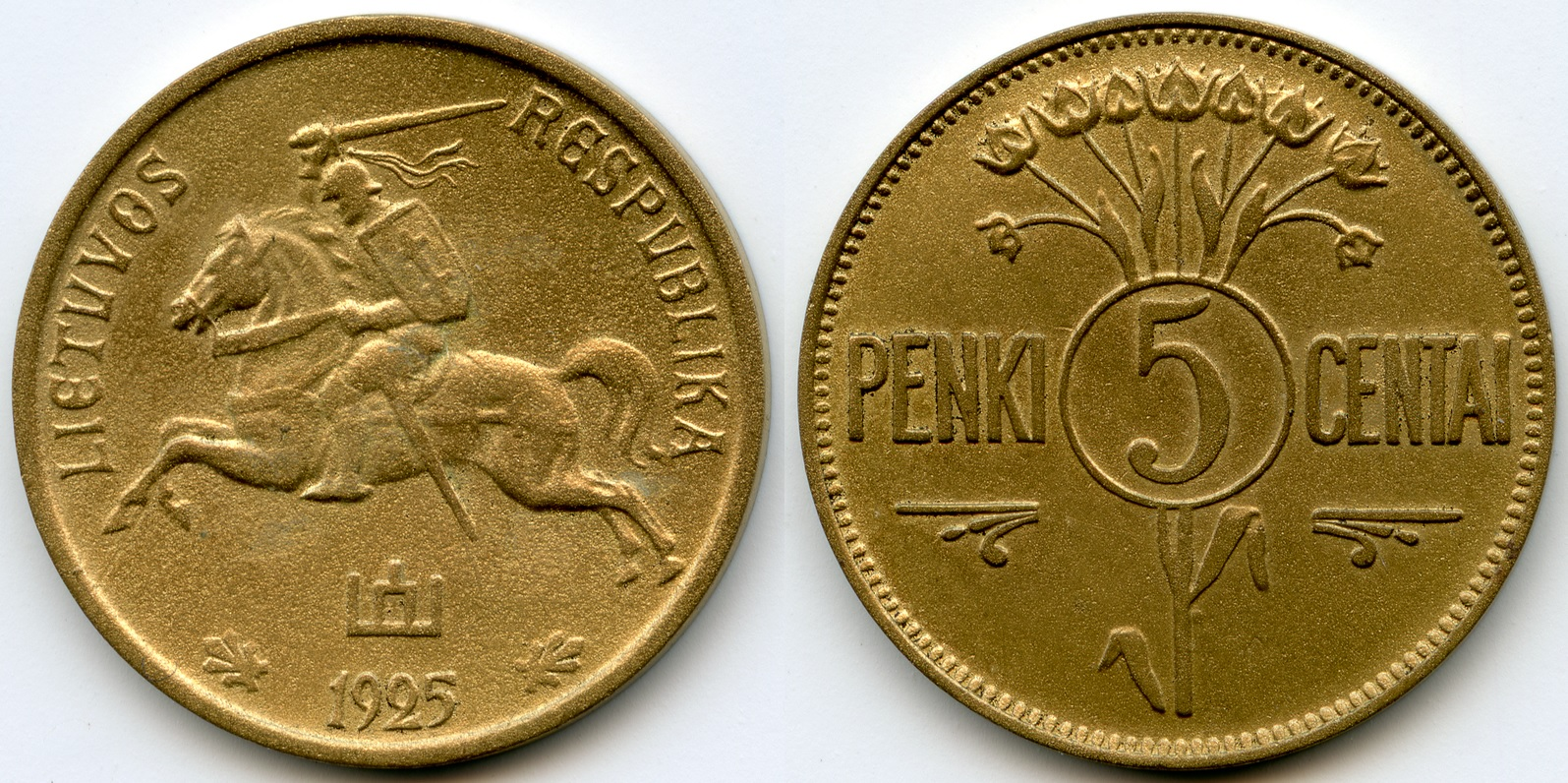
5立特銀幣，刻有立陶宛國徽及格迪米納斯之柱
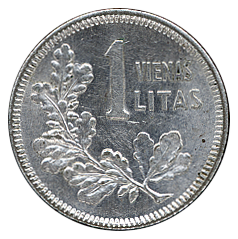
1立特硬幣
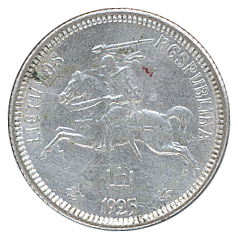
1立特銀幣，刻有立陶宛國徽
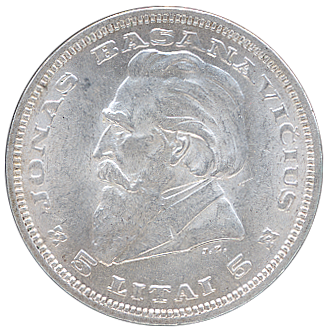
5立特銀幣，刻有約納斯·巴薩納維丘斯肖像
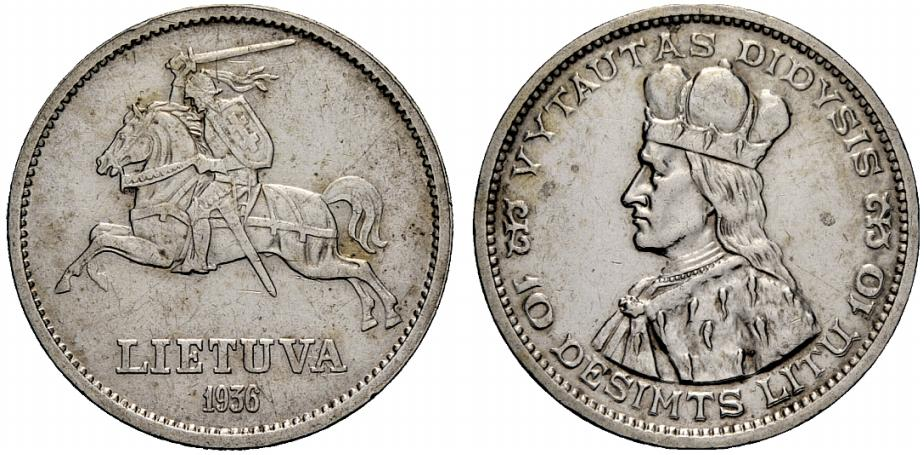
5立特銀幣，刻有維陶塔斯大帝肖像